# MistaJam

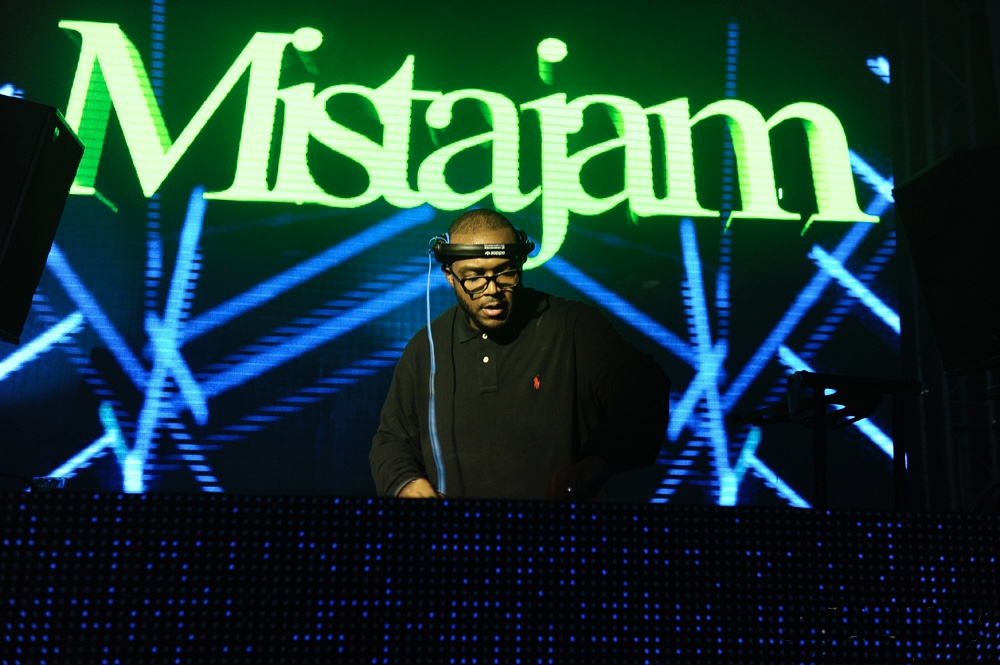
MistaJam bei einem Auftritt im Club Amnesia auf Ibiza (2012)

MistaJam (* 19. Januar 1983 in Nottingham; eigentlich: Peter Dalton) ist ein britischer DJ und Radiomoderator.

## Leben
Peter Dalton wuchs in Nottingham mit der Musik seiner Eltern auf und begann bereits mit 14 als DJ aufzutreten. Er  war Mitglied der Hip-Hop-Crew Out Da Ville und legte für einen Piratensender auf. Zusammen mit Joe Budha organisierte er Veranstaltungen unter dem Namen SureShot Entertainment.
Er studierte an der Nottingham Trent University, wo er seinen GCSE ablegte. Nebenbei moderierte er auf deren Sender Fly FM. Von dort kam er über die Moderation von einer Show bei1 Xtra zu Radio 1, wo er die Sendung Dance Anthems moderieren durfte, die elektronische Musik und Urban ausstrahlte. 2015 wurde er Moderator für Pitbulls internationalen Radiosender Sirius XMs Globalization Channel 4. 2017 übernahm er auf Radio One eine Show zum Feierabendverkehr von Charlie Sloth. Im September 2020 verließ er BBC nach 15 gemeinsamen Jahren und ging zu Global, wo er für Capital FM und Capital Dance auflegt.

## Popkulturelle Referenzen
2012 war er auf dem Track Sleaze von Knife Party zu hören, bei dem eine seiner Ansagen verfremdet wurde. Der Song befindet sich auf der EP Rage Valley.
2018 war er als DJ in dem Renn-Videospiel Forza Horizon 4 als DJ des fiktiven Radiosenders Horizon Block Party zu hören.
2021 veröffentlichte er zusammen mit David Guetta und John Newman den Track If You Really Love Me (How Will I Know), der Platz 95 in den deutschen Singlecharts erreichte.

## Preise
2016 wurde er mit dem Audio and Radio Industry (Aria) Award in der Kategorie Best Music Broadcaster ausgezeichnet.

## Diskografie

### Singles
- 2018: Rotate (Delecta Records)
- 2019: Trust You (feat. Scott Quinn, Dance NRG)
- 2019: Ultimatum (feat. Laura White, Dance NRG)
- 2021: Good (feat. Kelli-Leigh, Dance NRG)
- 2021: If You Really Love Me (How Will I Know) (mit David Guetta & John Newman, Parlophone)

### DJ Mixes
- 2013: Speakerbox (2CD, Universal Music TV)

### Gastbeiträge
- 2002: Supernatural – Cosmic Slop / Work It Out  (Single)
- 2003: Joe Buhdha – Were Not In Em / Escape To Victory (Single)
- 2003: Shabazz the Disciple – Red Hook Day (Track, Produktion)
- 2004: Tempa – Ya Get Me? / Watcha Gonna Do (Single)
- 2012: Knife Party – Sleaze (auf Rage Valley)